# Никитин, Сергей Яковлевич (физик)
Сергей Яковлевич Никитин (3 апреля 1916, Таганрог, область Войска Донского — 1990) — советский учёный, физик-экспериментатор, доктор физико-математических наук (1949), лауреат Сталинской премии.

## Биография
Родился 3 апреля 1916 г. в Таганроге.
С 1933 года, после окончания школы и ФЗУ, — токарь на Оптико-механическом заводе им. ОГПУ в Ленинграде.
С 1934 года студент Института инженеров связи. После первого курса перевёлся на инженерно-физический факультет Ленинградского политехнического института, который окончил в 1939 году.
С 1938 года научный сотрудник ЛФТИ.
В 1941—1943 годах участвовал в работах по размагничиванию кораблей Балтийского флота.
С 1943 года старший научный сотрудник Лаборатории № 2. С 1944 до начала 1946 г. в Институте физических проблем, в 1944 г. защитил кандидатскую диссертацию.
В 1946—1990 работал в Лаборатории № 3 АН СССР (с 1958 ИТЭФ) (Москва), в том числе в должности заведующего лабораторией.
С 1945 года преподавал в Московском инженерно-физическом институте, до конца своих дней руководил семинаром ИТЭФ.
Доктор физико-математических наук (1949), профессор.
Автор работ в области физики атомного ядра, нейтронной физики.

## Награды
- Сталинская премия 1953 года — за расчётные и экспериментальные работы по созданию атомного котла.
- медаль «За оборону Ленинграда» (1943).

## Семья
- Сын Никитин, Сергей Сергеевич (род. 1954).